# J/APG-1
J/APG-1는 일본이 개발한 항공 레이다다. 전자주사식 AESA 레이다이다.

## 사용국가
- 일본

## 역사
J/APG-1은 X밴드를 사용하는 액티브 위상 어레이 (능동 전자 주사 배열 : AESA) 형 안테나를 채용 한 화기 관제 레이다에서 직경 약 70cm의 안테나 블록에 GaAs 전력소자를 적용한 송수신 모듈(T/R module) 800개가 집적되어 있다.
AESA 레이다라는 특성 덕분에 ECCM 능력이 동급의 기계식 레이다보다 뛰어나다고 한다. 그리고 대공 표적과 대지/함 표적을 동시에 탐지/추적하는 등의 모드를 지원한다고 한다. 장거리 광각 수색, 수색 중 추적 (TWS) 능력을 비롯한 다수 목표 대처 능력과 전자 방해에 대한 내성이 기존의 기계식 것과 비교해 크게 향상하고있다. 특히 고해상도에 중점을두고있다. 또한 룩 다운 · 슛 다운 능력을 갖춘 여러 대의 목표 추적 및 대공 목표와 지상 · 해상 목표의 동시 수색도 가능하다.
레이다 작동 모드로는 공대공 사격, 공중전, 미사일 재정 공대지 사격, 항법의 5 모드가 각각 서브 모드가 준비되어있다. 특히 공대지 모드에서는 매우 정확한 매핑이 가능하다. 본 제품은 C-1FTB 에 탑재하여 F-15J 의 레이돔을 장착하고 시험이 아주 좋은 결과를 남기고있다.
또한 배포 당초는 레이다의 탐지 거리가 설계시의 3 분의 1 이하가 같은 초기 불량이 존재했지만, 실제로는 레이다 자체가 아니라 기체의 매칭 와 여비의 문제였다고 말 이루어지고있다. 이 문제에 대해서는 다음에 대책이되어있다.

### 개발 연표
- 1982년

기술 책에서 미쓰비시 전기에 대해 "미래 화기 관제 장치"로서 연구 프로토 타이핑을 시작했다.
- 1986년

상기 "미래 화기 관제 장치"가 완성 기술적 타당성의 승인을 받아 향후 C-1 수송기에 탑재하고 실기 시험을 실시하게 된다.
같은 해　C-1 수송기 의 개조를 실시 기수 레이돔 내에 기술이 개발한 위상 배열 레이다를 장착하고 기내에 신호 처리부 계산기 부 등의 시스템과 계측 장치 세트를 탑재하고있다. C-1에 의한 공중 실기 시험은 약 1년간 할 예정이었다.
- 1990년

FS-X 탑재 용 화기 관제 레이다의 시작으로 미쓰비시에서 시작.
- 1991년

FS-X 용 화기 관제 레이다 탑재 용 C-1 기체 개수를 가와사키 중공업에 발주하고 화기 관제 레이다 용 엔지니어링 모델 탑재 용 비행 테스트 베드를 만들었다.
기수 레이돔 끝에 FS-X 기수를 본뜬 돌출부를 설치하고 거기에 실제의 화기 관제 레이다 (영어 버전) 을 설치 비행 중 작동 시험을 실시한다.
- 1995년

F-2 시험 제작기 롤 아웃.
- 1999년

양산 초호기 첫 비행.
- 2002년

레이다 문제 보도.
- 2004년

대 영공 침범 조치 임무가 시작됐다.

### 초기불량문제
J/APG-1 레이다가 처음 배치될 당시, 레이다의 탐지 거리가 설계시의 3분의 1 이하가되는 등 초기 불량이 존재했다.

## 작동 모드

### 공대공 모드
중거리 미사일 (MRM), 단거리 미사일 (SRM), 기관포 육안 모드가 설정되어있다.
중거리 미사일로는 세미 액티브 유도의 AIM-7(AIM-7M 및 AIM-7F)의 운용이 가능하다. 액티브 레이더 유도 공대공 미사일의 AAM-4는 J/APG-1의 개발 시작 시점에서는 계획되지 않았기 때문에 운용 능력을 가지지 않는다. 짧은 사정 거리 미사일은 적외선 유도 공대공 미사일 AIM-9L과 AAM-3의 운용이 가능하다. 오프 조준 교전 능력을 가진 AAM-5는 개발 시점에서는 계획되지 않았기 때문에 운용 능력을 가지지 않는다.
일반 레이다의 경우, 록온 시키면 레이다 출력을 록온 한 목표에 집약시켜 그 목표 모니터링 정확도를 크게 향상시키게 되지만, AESA의 경우는 동시 다 목표 처리 모드를 활용하여 목표 모니터 정확도 향상할 뿐만 아니라 주변 정보의 입수도 가능하게 되어, 자기에 대한 목표 이외의 적기의 동향을 파악할 수 있다.

### 공대함 모드
이 모드는 공대지 사격 모드에 함유되어 있지만, 대함 공격에 관한 내용만 서술한다.
AESA의 특성을 살려, F-1 지원전투기가 탑재한 J/AWG-12보다 노이즈 제거 성능과 탐지 거리를 대폭 개선하는 동시에 목표 함을 방어하는 항공기의 동향을 동시에 살펴볼 수 있게되었다.

### 공대지 모드
기능으로는 대지 공격 및 대함 공격에 사용되는 모드이지만, 여기에서는 공대지 사격에 대해서만 기재한다.
서브 모드로 폭탄 투하 용으로 투하 지점 계속 계산 (CCRP), 명중 점 연속 계산 (CCIP) 계속 데이터에 의한 투하 지점 계산 (RCCD) 초기 데이터에 의한 투하 지점 계산 (RCID) 다이브 토스 폭격 모드를 가진다.
이 중 폭탄 투하 용 모드 RCCD과 RCID는 항공 자위대 자체 적외선 유도탄 GCS-1 용 전용 모드이다. 또한 폭탄 투하 모드 중 CCIP가 수동 투하로 그렇지가 자동 투하된다. 또한 CCIP와 CCRP는 낮에만 사용되며 RCCD과 RCID는 주야간 사용이 가능하다.

### 항법 모드
지상 매핑 및 지형 회피의 서브 모드가 설정되어있다.

## 제원
- 레이다 이름 : J/APG-1
- 주파수 대역 : 8~12.5 Ghz (X 밴드)
- 형식 : AESA 능동주사식 위상배열 레이다
- 소자 : GaAs 반도체 소자 800개
- 지름 : 70cm
- 방위각 : 섹터 주사
- 중량 : 150 kg

## 일본 항공기용 AESA 레이다 종류
- HPS-104: SH-60K 대잠헬기용 일본제 위상배열 레이다.
- HPS-106: 가와사키 P-1 대잠초계기용 일본제 위상배열 레이다.
- J/APG-1: F-2 전투기용 위상배열 레이다.

## J/APG-2
F-2의 멀티롤 화 혁신의 일환으로 J/APG-1을 개량 한 것으로 2003년 (헤세이 15년)도에서 2009년 (헤세이 21년)도까지 기술 연구 본부 기술 개발 관 (항공기 담당) 제 4 개발실에서 '액티브 전파 유도 미사일 탑재에 관한 연구」의 명목으로 AAM-4 탑재 능력 과 AAM-4의 성능을 충분히 살리기위한 J / APG-1 레이다의 탐지 거리, 탐지 영역의 대폭적인 연장과 동시에 목표 대처 능력 향상 연구가 진행되었다.
모듈 소자는 갈륨 비소 기반으로 월간 군사연구 "멀티롤 파이터" F-2의 진화, 2013년 10월호 전 항공자위대 비행 개발 실험단(ADTW) 사령관 미야와키 토시유키 공장 ; '현재 미래 전투기의 고급 센서 융합의 실현을 목표로 '선진 통합 센서 시스템 연구"(2010년 - 17년 예정)가 추진되고 있다.(중략)이 연구에서 고출력 레이다의 실현을 위한 연구도 진행되고 있다. 송수신 모듈의 소자를 F-2 레이다 (APG-2)에 사용되는 갈륨 비소(GaAs)에서 질화 갈륨 (GaN)로 변경하여 송수신 모듈의 고출력, 고효율화를 도모 레이다 탐지 거리가 연장한다. GaN을 이용한 레이다는 호위함용으로는 이미 실현되고 있다.라는 증언을 통해 탐지거리가 F/A-18E/F에 탑재되는 AN/APG-79 레이다와 비슷한 수준까지 늘어났다고 한다.
개선 내용은
- 탑재 기기의 소형화
- 소형화에 열려 있는 공간에 AAM-4 전용의 지령기인 J/ARG-1을 추가
- 신호 처리 장치를 고속으로 교체
- 초고 출력 모듈 부착 공중선
- 레이돔의 전파 반사 특성 개선형에 환장
- 탐지거리 연장용 소프트웨어의 채용

### J/APG-2의 제원
- 레이다 이름 : J/APG-2
- J/ARG-1 지령기가 추가되어 AAM-4 운용능력 부여
- 탐지범위 개선

## 같이 보기
- AN/APG-77
- AN/APG-79
- AN/APG-65
- AN/APG-81
- CAPTOR-E
- RBE-2